# Gondang Wetan (Gondang Wetan)
Gondang Wetan is een bestuurslaag in het regentschap Pasuruan van de provincie Oost-Java, Indonesië. Gondang Wetan telt 2902 inwoners (volkstelling 2010).